# Wire Service
Wire Service è una serie televisiva statunitense in 39 episodi trasmessi per la prima volta nel corso di una sola stagione dal 1956 al 1957.
È una serie del genere drammatico incentrata sulle vicende di tre reporter internazionali ognuno dei quali è protagonista di una sua storia (e di un episodio a lui dedicato) indipendente da quelle degli altri due. Gli episodi con protagonista Dane Clark furono ritrasmessi in replica nel 1959 sotto il titolo Deadline For Action.

## Personaggi e interpreti

### Personaggi principali
- Dan Miller (14 episodi, 1956-1957), interpretato da Dane Clark.
- Kate Wells (13 episodi, 1956-1957), interpretata da Mercedes McCambridge.
- Dean Evans (13 episodi, 1956-1957), interpretato da George Brent.

### Personaggi secondari
- Gil Venton (2 episodi, 1956-1957), interpretato da Malcolm Atterbury.
- Elaine Rath (2 episodi, 1956-1957), interpretata da Beverly Garland.
- Marie (2 episodi, 1956-1957), interpretata da Virginia Gregg.
- Ed Holley (2 episodi, 1956-1957), interpretato da Murray Hamilton.
- Fielding (2 episodi, 1956-1957), interpretato da Phillip Pine.
- Prof. Fortner (2 episodi, 1957), interpretato da Morris Ankrum.
- Consuela (2 episodi, 1957), interpretata da Genie Coree.
- Satsuma (2 episodi, 1957), interpretato da Robert Kino.
- Primo Ministro (2 episodi, 1957), interpretato da Vladimir Sokoloff.

## Produzione
La serie fu prodotta da Buck Houghton per la Sharpe-Lewis Productions

### Registi
Tra i registi sono accreditati:
- Robert Florey in un episodio (1956)
- Alvin Ganzer in un episodio (1956)
- Lance Comfort in un episodio (1957)
- Tom Gries in un episodio (1957)

### Sceneggiatori
Tra gli sceneggiatori sono accreditati:
- Al C. Ward in 4 episodi (1956-1957)
- Frederick Brady in 3 episodi (1956-1957)

## Distribuzione
La serie fu trasmessa negli Stati Uniti dal 4 ottobre 1956 al 23 settembre 1957 sulla rete televisiva ABC.

## Episodi
| Stagione       | Episodi | Prima TV USA |
| -------------- | ------- | ------------ |
| Prima stagione | 39      | 1956-1957    |